# Oleksovice
Oleksovice (en allemand : Groß Olkowitz) est une commune du district de Znojmo, dans la région de Moravie-du-Sud, en République tchèque. Sa population s'élevait à 662 habitants en 2020.

## Géographie
Oleksovice se trouve à 7 km au sud-ouest de Miroslav, à 16 km l'est de Znojmo, à 42 km au sud-ouest de Brno et à 185 km au sud-est de Prague.
La commune est limitée par Hostěradice au nord, par Miroslav et Mackovice à l'est, par Čejkovice, Borotice et Lechovice au sud, et par Stošíkovice na Louce et Vítonice à l'ouest.

## Histoire
La première mention écrite de la localité date de 1220.